# Avonia albissima
Avonia albissima är en tvåhjärtbladig växtart som först beskrevs av Hermann Wilhelm Rudolf Marloth, och fick sitt nu gällande namn av Gordon Douglas Rowley. Avonia albissima ingår i släktet Avonia och familjen Anacampserotaceae. Inga underarter finns listade i Catalogue of Life.